# Congrès universels pour la paix
Les Congrès universels pour la Paix sont des rassemblements pacifistes internationaux organisés en Europe vers la fin du XIXe et au XXe siècle. Dans l'optique d'un pacifisme libéral, ces congrès rassemblent des groupes religieux, des organisations syndicales, des fonctionnaires et des auteurs. Lors des premiers congrès, l'accent est mis sur la construction des principes du pacifisme et sur sa transmission, ainsi que le droit international. Les Congrès sont interrompus pendant la Première Guerre mondiale et celui prévu à Vienne en septembre 1914 est annulé, bien que déjà prêt.
Pendant l'entre-deux-guerres, ces initiatives reprennent. À noter le congrès de 1936 qui réunit plus de 5 000 participants au stade Heysel de Bruxelles. Cet évènement sert entre autres comme modèle pour les Congrès mondiaux de la paix de l'après-guerre. Lors de ce congrès, le Rassemblement universel pour la paix (RUP) est créé à l'initiative des kominterniens Louis Dolivet et Willi Münzenberg. Il est codirigé par Lord Robert Cecil, président de la League of Nations Union (en) et Pierre Cot, ministre du Front populaire, et comptera dans les années qui suivront plusieurs millions d'adhérents à travers des mouvements de la société civile qui rejoindront le RUP.
Le RUP aura une grande influence jusqu'en 1939, en mettant en place le Monument de la Paix à l'Exposition universelle de 1937 et en prenant position contre la politique expansionniste de l'Italie (Seconde guerre italo-éthiopienne), du Japon (seconde guerre sino-japonaise) et de l'Allemagne (Annexion de l'Autriche et Accords de Munich).
Louis Dolivet et Willi Münzenberg rompront en 1938-39 avec le stalinisme et réussissent à garder une certaine indépendance du RUP, qui continue ses évènements de masse, vis-à-vis de Moscou.

## Historique
La Ligue internationale de la paix et de la liberté, fondée en 1867 à Genève, organisait 25 Congrès ou assemblées annuelles. Peu à peu, d'autres sociétés sont venues se joindre à elle. À l'initiative de la ligue, le premier Congrès universel de la Paix se réunissait à Paris en 1889, à l'occasion de l'Exposition Universelle, sous la présidence de MM. A. Franck, Passy et Charles Lemonnier,.

## Le XIXᵉ Congrès

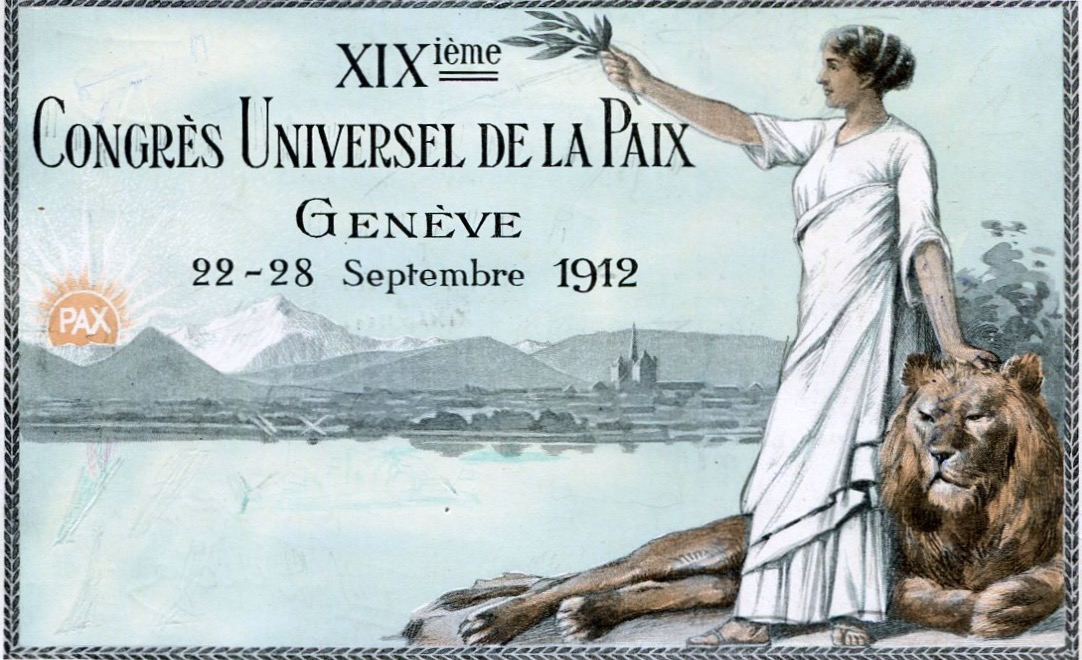
Genève: Congés Universel pour la Paix

Le XIXᵉ Congrès devait se dérouler à Rome du 26 septembre au 3 octobre 1911, mais la Guerre italo-turque a obligé les pacifistes à choisir un autre lieu de réunion. À la suite d'une assemblée générale à Berne, la Commission du Bureau international de la Paix a décidé que le prochain Congrès se déroule à Genève du 22 au 28 septembre 1912. L'ouverture officielle, sous la présidence du comité de M. Louis Favre, se déroula à l'Aula de l'Université de Genève.  M. Camille Decoppet, Conseiller fédéral, souhaita la bienvenue aux congressistes, au nom des autorités suisses, et M. le Sénateur La Fontaine (France), président du Bureau international de la Paix, lui répondit. Des délégués du monde entier sont annoncés et, parmi les questions traitées, le code du droit international et les sanctions économiques en cas de violation de ce droit international,,.

## Le XXVᵉ Congrès
Le XXVᵉ Congrès se déroule à Genève du 29 août au 3 septembre 1926. Rappelons que l'un des premiers Congrès de la Paix eut lieu à Genève en 1867, à l'instigation de Victor Hugo, exilé à Genève par Napoléon III. L'enthousiasme de la foule se manifesta lors de la venue de Giuseppe Garibaldi en gare de Genève, pour sa participation à ce congrès qui avait, pour une majorité des gens, un caractère utopique. Le congrès devait s'occuper de problèmes économiques en relation des questions douanières et de frontières. De même sur la composition du Conseil de la S.D.N. Le Congrès s'est ouvert par une séance publique au Victoria Hall, sous la présidence de M. Louis Favre, avec le souhait de bienvenue des autorités genevoises, représentées par le président du Conseil d'État, M. Alexandre Moriaud,

## Lieux

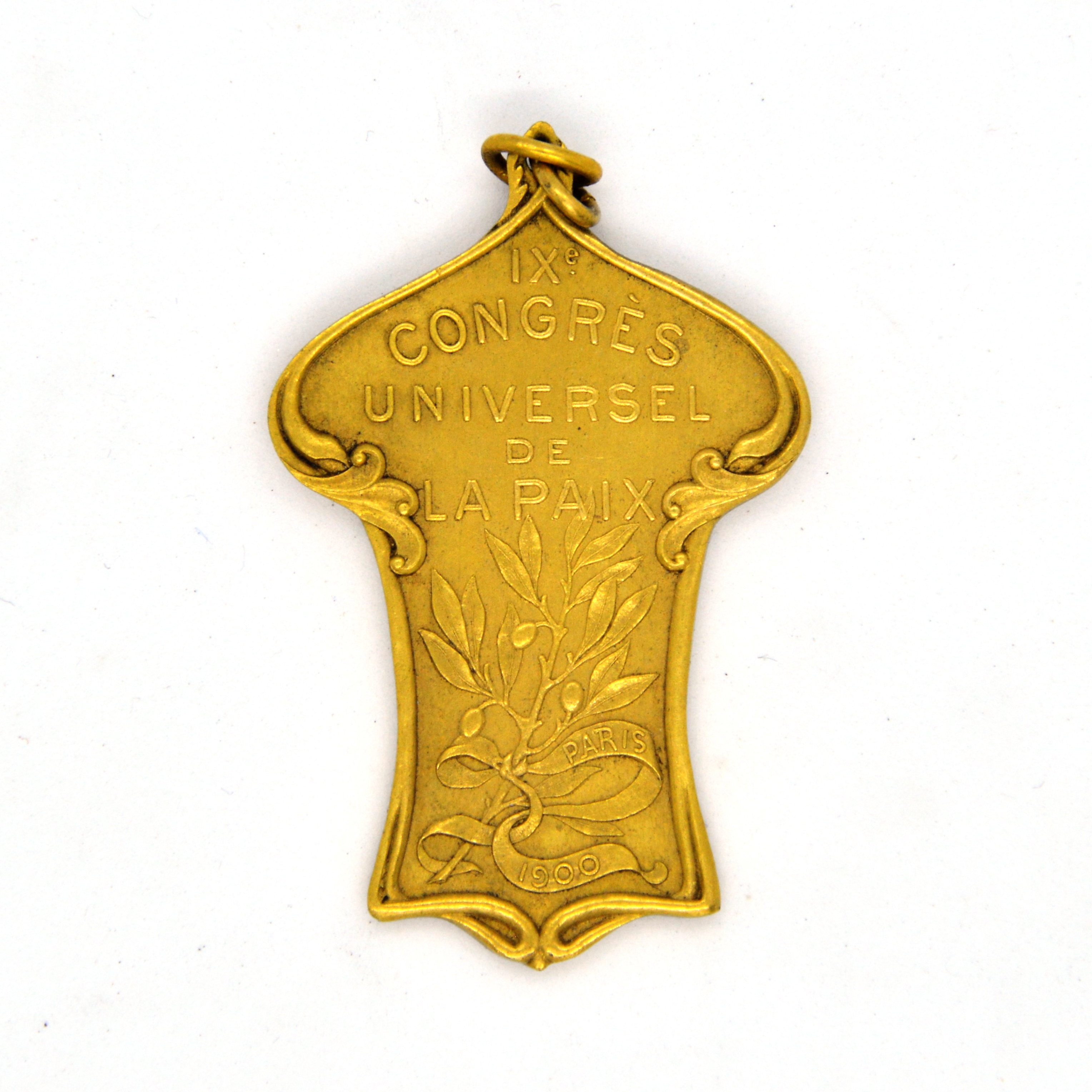
Médaille commémorative du IXe Congrès universel pour la Paix.

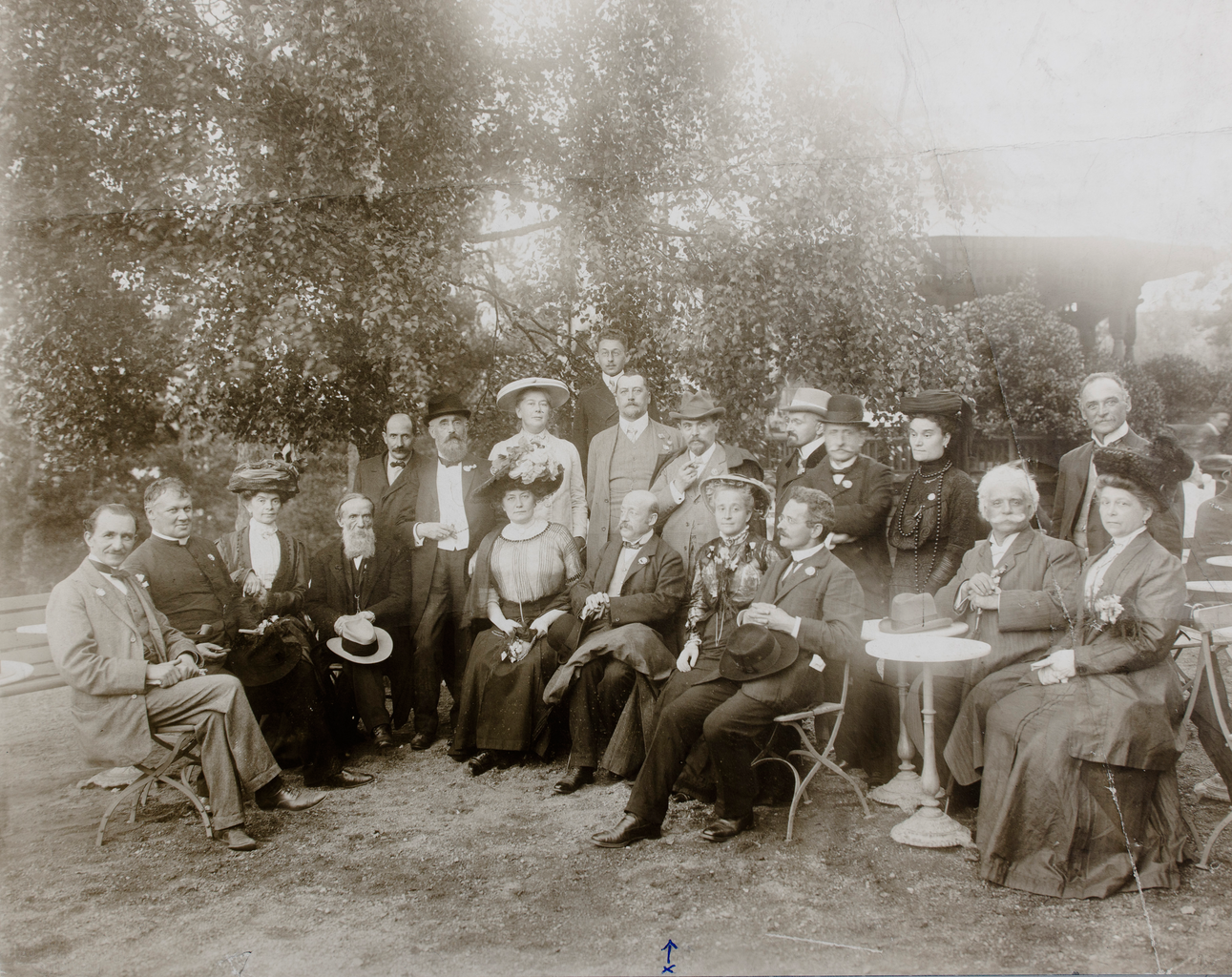
Photo des participants au congrès universel de la Paix de Stockholm en 1910.

- 1889 : Paris
- 1890 : Londres
- 1891 : Rome
- 1892 : Berne
- 1893 : Chicago
- 1893 : Anvers
- 1896 : Budapest
- 1897 : Hambourg
- 1900 : Paris
- 1901 : Glasgow
- 1902 : Monaco
- 1903 : Rouen
- 1904 : Boston
- 1905 : Lucerne
- 1906 : Milan
- 1907 : Munich
- 1908 : Londres
- 1910 : Stockholm
- 1912 : Genève
- 1913 : La Haye
- 1921 : Luxembourg
- 1922 : Londres
- 1924 : Berlin
- 1925 : Paris
- 1926 : Genève
- 1928 : Warsaw
- 1929 : Athènes
- 1931 : Bruxelles
- 1932 : Vienne
- 1934 : Lucerne
- 1936 : Bruxelles
- 1939 : Cardiff
- 1937 : Paris
- 1939 : Zurich